# 제2회 전국동시지방선거 화천군의회
다음은 제2회 전국동시지방선거의 화천군의회의원 선거결과를 정리한 문서이다. 해당 선거에서 화천군의회는 지역구의원 7명을 선출했다.

## 지역구 선거 결과
|  | 31.73% |

|  | 29.77% |

|  | 21.48% |

|  | 11.55% |

|  | 5.45% |

|  | 59.66% |

|  | 40.33% |

|  | 61.23% |

|  | 38.76% |

|  | 69.84% |

|  | 30.15% |

|  | 44.89% |

|  | 29.83% |

|  | 25.27% |